# Obiednane, Iampil
Obiednane (în ucraineană Об'єднане) este un sat în comuna Ciuikivka din raionul Iampil, regiunea Sumî, Ucraina.

## Demografie
Componența lingvistică a localității Obiednane
     Ucraineană (100%)
Conform recensământului din 2001, toată populația localității Obiednane era vorbitoare de ucraineană (100%).